# بیگ اسپرینگز (ویرجینیای غربی)
بیگ اسپرینگز (به انگلیسی: Big Springs) یک منطقهٔ مسکونی در ایالات متحده آمریکا است که در شهرستان کلهون، ویرجینیای غربی واقع شده‌است.